# Силт
Силт (на английски: Silt) е град в окръг Гарфийлд, щата Колорадо, САЩ. Силт е с население от 2667 жители (2008) и обща площ от 7,3 km². Намира се на 1663 m надморска височина. ЗИП кодът му е 81652, а телефонният му код е 970.